# Batrisodes mendocino
Batrisodes mendocino är en skalbaggsart som först beskrevs av Thomas Casey 1886.  Batrisodes mendocino ingår i släktet Batrisodes och familjen kortvingar. Inga underarter finns listade i Catalogue of Life.